# 11. Räumbootsflottille
Die 11. Räumbootsflottille war ein Marineverband der deutschen Kriegsmarine im Zweiten Weltkrieg.

## Erste Aufstellung
Die Flottille wurde am 4. September 1939, unmittelbar nach Beginn des Krieges, aufgestellt. Sie bestand aus acht Finkenwerder Fischkuttern, die als Hilfsräumboote ausgerüstet wurden, und dem Begleitschiff Weser, das den Bootsbesatzungen als Unterkunft und den Booten als Versorgungsschiff diente. 
| Bootsname              | HF Nummer | Räumboot-Nummer |
| ---------------------- | --------- | --------------- |
| J. C. Wriede           | HF 330    | R 111           |
| Brix Hansen            | HF 324    | R 112           |
| Diamant                | HF 59     | R 113           |
| Martha (PC 19)         | HF 365    | R 114           |
| Seeadler (PC 25)       | HF 263    | R 115           |
| Presto                 | HF 39     | R 116           |
| Landrat Küster (PC 12) | HF 231    | R 117           |
| Amor                   | HF 30     | R 118           |

Die Flottille wurde in der Ostsee, an der dänischen Küste, und an der holländischen und belgischen Küste eingesetzt.  Flottillenchef war Kapitänleutnant Hubert Schlüter von September 1939 bis Dezember 1939, danach bis Oktober 1940 Kapitänleutnant Bernd von Foerster. Am 16. Oktober 1940 wurden die Fischkutter an Hafenschutzflottillen abgegeben. Die Besatzungen übernahmen stattdessen große Minenräumboote des Typs Räumboot 1937–43. Die 11. Flottille wurde aufgelöst, und die Besatzungen bildeten mit ihren neuen Booten die 7. Räumbootsflottille.

## Zweite Aufstellung
Im September 1942 wurde die 11. Räumbootsflottille erneut aufgestellt und über französische Binnenwasserstraßen ins Mittelmeer überführt, um dort Minen- und Sicherungsdienst durchzuführen. Flottillenchef war Kapitänleutnant Felix Freytag; ihm folgte im Mai 1944 Kapitänleutnant Otto Reinhardt. Am 23. September 1944 wurde die Flottille aufgelöst. Die verbliebenen Boote wurden an die 22. U-Jagdflottille übergeben. 
Die Zusammensetzung der Flottille änderte sich im Laufe der Jahre durch Verluste, Umgruppierungen und Zuteilung von Neubauten. In der Flottille kamen Boote der Typen Räumboot 1934, Räumboot 1936-42 und Räumboot 1937-43 zum Einsatz.  Die folgenden Boote dienten  in der 11. Räumbootsflottille: R 39, R 161, R 162, R 189, R 192, R 198, R 199, R 200, R 201, R 212, R 215 sowie RD 102, RD 103, RD 104, RD 105, RD 109, RD 111, RD 112, RD 113, RD 114, RD 148, RD 149, RA 252, RA 253, RA 254, RA 258, RA 260, RA 261, RA 262, RA 263, RA 264, RA 267 und RA 268.